# Nùng
Nùng – grupa etniczna w Wietnamie, zamieszkująca głównie prowincje Cao Bằng i Lạng Sơn. Ich liczebność ocenia się na około 850 tysięcy osób. Posługują się językiem nùng z grupy tajskiej. W Wietnamie uznani oficjalnie za jedną z mniejszości narodowych.